# Matthew Lund
Pour les articles homonymes, voir Lund.
Matthew Charles Lund, né le 21 novembre 1990 à Manchester (Angleterre), est un footballeur international nord-irlandais, qui évolue au poste de milieu de terrain.

## Biographie

### En club
Le 21 juin 2013, il rejoint le club de Rochdale.
Le 26 janvier 2018, il est prêté à Bradford City.
Le 3 août 2018 il rejoint Scunthorpe United.
Le 31 juillet 2020, il rejoint Rochdale.
Le 1er juillet 2021, il rejoint Salford City.

### En équipe nationale
Le 15 novembre 2016, il réalise ses débuts internationaux lors d'un match amical contre la Croatie. L'équipe d'Irlande du Nord s'incline sur le score de 0-3 à Belfast.